# Adrien de Lezay-Marnésia

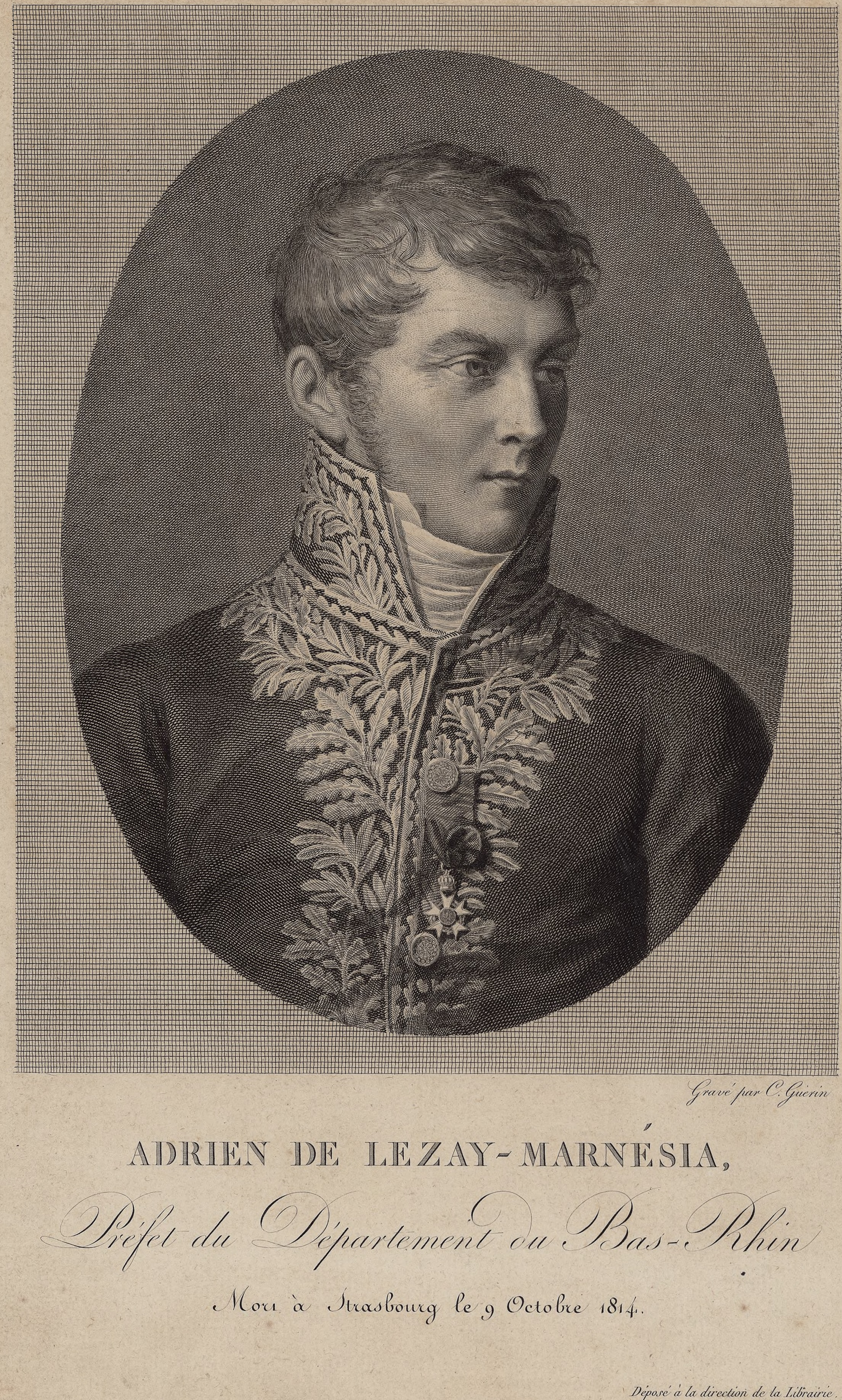

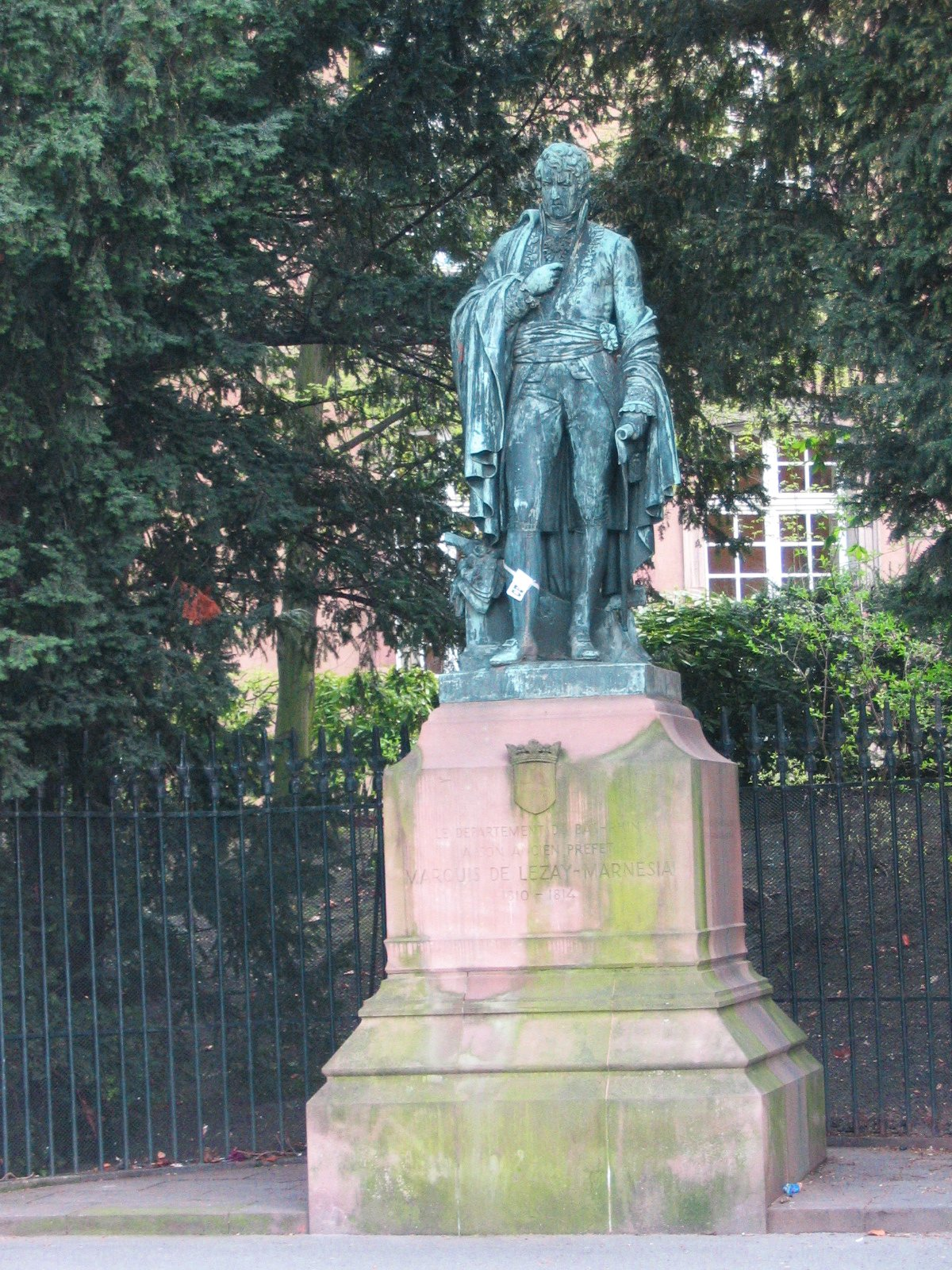
Statue von Adrien de Lezay-Marnésia in Straßburg

Paul-François-Marie-Adrien de Lezay-Marnésia (* 18. Oktober 1769 in Moutonne; † 9. Oktober 1814 in Haguenau) war von 1806 bis 1810 Präfekt des Département de Rhin-et-Moselle und von 1810 bis 1814 Präfekt des Départements Bas-Rhin.

## Leben und Beruf
Lezay-Marnésia war der Sohn des Agronomen Claude-François-Adrien marquis de Lezay-Marnésia (1736–1810). Er war mit Françoise de Briqueville verheiratet. Unter dem Direktorium floh er in die Schweiz und kehrte am 17. Mai 1801 wieder nach Frankreich zurück. Bei langen Reisen durch Deutschland lernte er das Land kennen und war auch der deutschen Sprache mächtig. Er studierte in Göttingen und übersetzte dort 1800 Schillers Don Karlos ins Französische. Seine Schwester Claude (1768–1791) heiratete Claude Beauharnais (1756–1819), einen Vetter des Alexandre de Beauharnais. Napoléon entsandte ihn 1803 auf eine diplomatische Mission nach Ungarn.
Am 15. Mai 1806 wurde er zum Präfekten des Département de Rhin-et-Moselle mit Sitz in Koblenz ernannt. Dort kümmerte er sich vor allem um das Schulwesen, die Landwirtschaft und den Straßenbau. Auf ihn gehen auch die ersten Versuche zurück, die Uferpromenade am linken Rheinufer gärtnerisch zu gestalten. Die Koblenzer Bevölkerung war von seinen Rheinanlagen so begeistert, dass ihr der Stadtrat den Namen Parc Lezay-Marnésia gab. In seine Amtszeit fiel 1806 auch die Einrichtung einer Rechtsschule (Universität) im Haus Metternich, dem Geburtshaus des österreichischen Staatsmannes Fürst von Metternich sowie 1808 die Gründung der Casinogesellschaft.
Am 1. März 1810 wechselte er nach Straßburg, wo er zuvor zum Präfekten des Départements Bas-Rhin ernannt wurde. Er starb 1814 an den Folgen eines unglücklichen Sturzes. Vor dem Hotel Klinglin in Straßburg erinnert eine von Philipp Graß 1853 geschaffene Statue an den Präfekten.